# Hiroden
Hiroden, voluit Hiroshima Electric Railway Co. Ltd. (Japans: 広島電鉄株式会社, Hiroshima Dentetsu Kabushiki-gaisha) is een openbaarvervoerbedrijf in de Japanse stad Hiroshima. Het bedrijf werd op 18 juni 1910 opgericht, is operationeel in de prefectuur Hiroshima en heeft 1377 medewerkers in dienst.
Het verzorgt de uitvoering van de tram van Hiroshima, maar ook het busvervoer in deze stad. Het normaalsporige tramnet met een lengte van 35,1 kilometer is het langste en drukste binnen Japan. Vervoer ging in 1912 met elektrische trams van start.

## Galerij

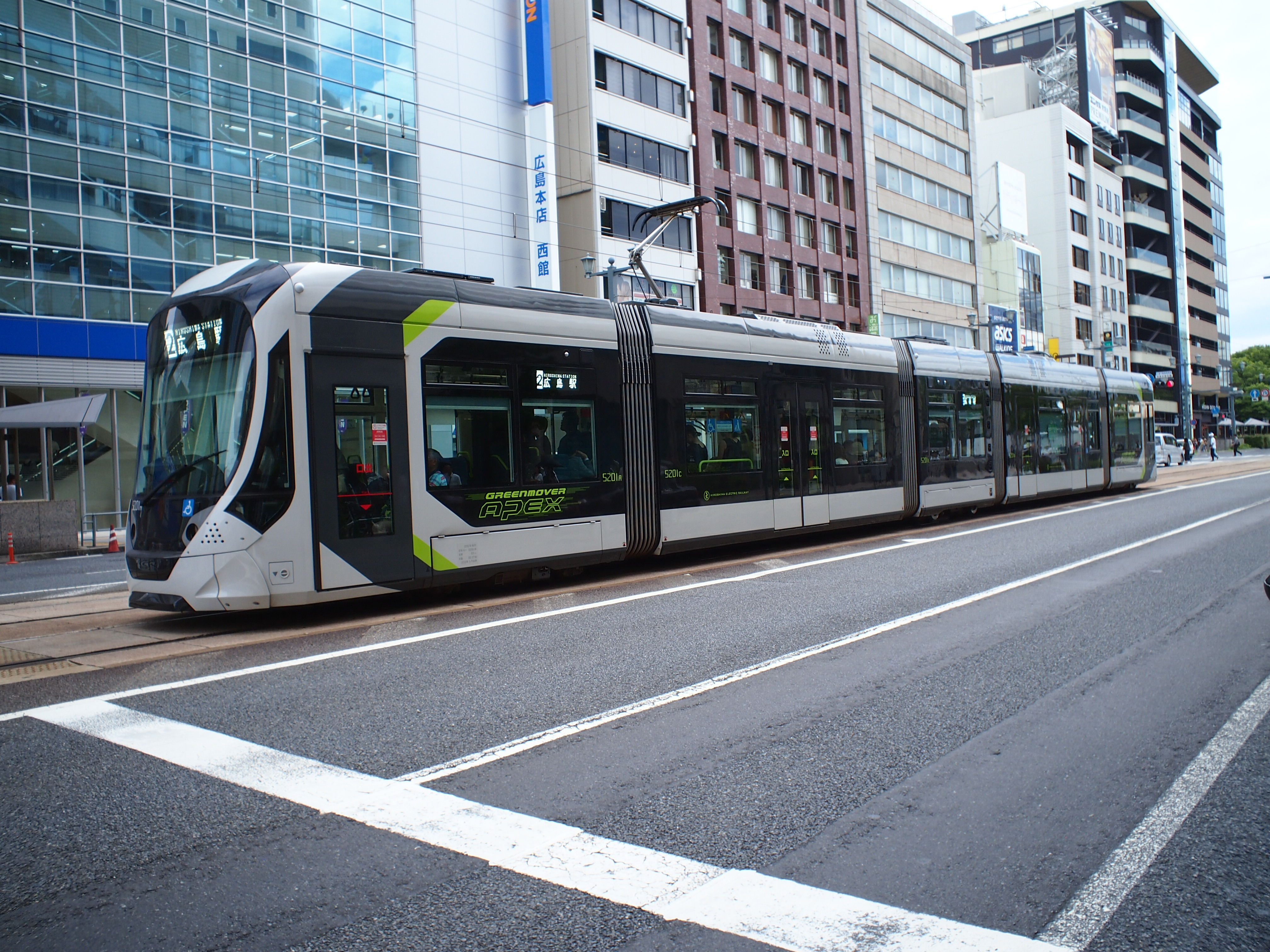
Type 5200 op basis van de Combino
- Hiroden, lijn 084